# Lotus 56
Lotus 56 je Lotusov dirkalnik za Indianapolis 500 in Formulo 1. Zasnoval ga je Maurice Phillippe kot Lotusov dirkalnik za dirko Indianapolis 500 1968, namestil je uspešnega Lotusa 38.

## Indianapolis 500
Motor je bil plinska turbina Pratt & Whitney, ki je lahko proizvajala moč do 500 KM, dirkalnik pa je za boljšo izkoriščenje močnega motorja imel tudi sistem pogona na vsa štiri kolesa. Jim Clark je bil navdušen na dirkalnikom na testiranjih, toda pred dirko Indianapolis 500 1958 se je smrtno ponesrečil na dirki Formule 2 na Hockenheimringu, Mike Spence pa se je smrtno ponesrečil v dirkalniku Lotus 56 na kvalifikacijah dirke Indianapolis 500. Kljub temu so na dirki nastopili Graham Hill, Art Pollard in Joe Leonard, ki je osvojil najboljši štartni položaj in vodil na dirki do zadnjih krogov, ko mu je zmago preprečila okvara motorja. USAC ni bila navdušena nad Lotusovo inovativnostjo in prepovedala turbinske motorje in pogon na vsa štiri kolesa. 

## Formula 1
Zaradi odločitve USAC je Chapman po polomu z dirkalnikom Lotus 63, predelal dirkalnik za uporabo na dirkah Formule 1. Dirkalnik Lotus 56B je bil obetaven, toda izkazal se je za pretežkega in preveč kompleksnega. Emerson Fittipaldi je preizkušal dirkalnik v sezoni 1971, najprej na neprvenstvenih dirkah Race of Champions in BRDC International Trophy. Na Brands Hatchu je bil na mokrem prostem treningu dirkalnik daleč najhitrejši, toda dirka je potekala v suhem in Fittipaldi je končal nekje v sredini uvrščenih. Še slabše pa se je odvijala dirka na Silverstonu, kjer je Fittipaldi odstopil že po treh krogih zaradi okvare vzmetenja. Fittipaldi je dirkalnik uporabil tudi na eni prvenstveni dirki za Veliko nagrado Italije, kjer je zasedel osmo mesto. Takrat se je Chapman odločil za opustitev projekta in se je popolnoma usmeril v nov model Lotus 72. Nekatere rešitve iz dirkalnika Lotus 56 pa so bile uporabljene predvsem na modelu Lotus 61.